# Гертруда Олмстед
Гертруда Олмстед (англ. Gertrude Olmstead; 13 листопада 1904 — 18 січня 1975) — американська актриса німого кіно. Вона знялася в 56 фільмах між 1920 і 1929 роками.

## Біографія
Олмстед народилась в Чикаго, штат Іллінойс, і була помічена після перемоги в конкурсі з 5900 учасниками, який представляв «Дух Америки» на національному з'їзді «Elks Club» 1920 року. Перемога включала можливість отримати однорічний контракт на 10 000 доларів на участь у фільмах.
Спочатку Гертруда Олмстед підписала контракт з компанією Universal Motion Picture. Її першим фільмом став «Чайові» (1920), після чого вона стала провідною актрисою вестернів, у яких знявся Хут Гібсон. Вона з'явилася в своїй першій визначній ролі в кіно у фільмі 1921 року «Лисиця». Того ж року вона отримала ще кілька ролей, знявшись у дев'яти фільмах в 1921 році і ще в п'яти в 1922 році. Вона знялася ще в 17 фільмах до того часу, коли отримала її найвідомішу роль у фільмі «Кобра» 1925 року з Рудольфом Валентино у головній ролі.
Протягом епохи німого кіно її кар'єра була дуже успішною. З 1925 по 1929 рік вона знялася у двадцяти восьми фільмах, найчастіше у головних ролях. З появою звукового кіно її кар'єра закінчилась і вона припинила зніматися у 1929 році.

## Особисте життя і смерть
У 1926 році вона познайомилася з режисером «MGM» Робертом Леонардом, і вони одружилися в Санта-Барбарі 8 червня того ж року. Леонард і Олмстед залишалися одруженими до його смерті в 1968 році.
Після смерті Леонарда Олмстед залишилася в районі Лос-Анджелеса і померла у Беверлі-Хіллз 18 січня 1975 року. Похована на кладовищі Форест-Лон, поруч із чоловіком.

## Вибрана фільмографія
- 1923 — Камео Кірбі
- 1924 — Порожні руки / Empty Hands
- 1925 — Кобра / Cobra
- 1926 — Йолоп / The Boob
- 1926 — Монте Карло
- 1926 — Потік
- 1927 — Каллахан і Мерфі
- 1927 — Посильний
- 1928 — Виховуючи батька
- 1928 — Лідер оплесків
- 1929 — Вистава вистав